# Mljet Nationalpark
Mljet Nationalpark, grundlagt i 1960, udgør den vestlige del af øen Mljet i Kroatien.

## Beliggenhed og beskrivelse
Mljet Nationalpark dækker en fjerdedel af øen og ligger i dens nordvestlige del. Parkens areal på cirka 5.400 hektar strækker sig også over dele af det omkringliggende Adriaterhav og andre øer omkring. Området fik nationalparkstatus den 11. november. november 1960, for at beskytte det oprindelige økosystem i Adriaterhavet mod økonomisk udnyttelse.

## Flora
Mljet er en af de mest skovklædte øer i Middelhavet med især stenege og fyrretræer. I det 19. århundrede var skoven tættere tilgroet end i begyndelsen af det 21. århundrede. århundrede. En kraftig skovbrand ødelagde en stor del af træerne, skoven har endnu ikke været i stand til at komme sig helt over den (pr. 2019) og har derfor endnu ikke genvundet sin oprindelige tæthed.

## Fauna
I nationalparkens skove lever manguster, en art, der faktisk er fremmed for denne region. De blev udsat på øen i 1909 for at udrydde de giftige slanger der. De opnåede dette, men de spiste også andre arter af slanger. Mangustbestanden har været i en ustabil ligevægt med miljøet siden slutningen af 1990'erne. Foruden mangusterne, blev der i midten af det 20. århundrede udsat andre dyr på øen, herunder kronhjorte, vildsvin, harer, gemser og agerhøns. Kun kaninerne, hjortene og vildsvinene overlevede. Sidstnævnte er nu blevet en plage, da de jævnligt ødelægger øboernes vinmarker.
Muslinger vokser i vandet i de to søer, og her forekommer også endemiske arter som goplerne Aurelia. Hertil kommer, at på grund af særlige forhold, har det største buskede koralrev i verden udviklet sig her.
Middelhavsmunkesæler, som er blandt de mest truede pattedyr i verden, er også blevet set nær St. Mariaøen.

## Brug
På trods af den strenge beskyttelsesstatus er aktiviteter såsom dykning, vandreture eller svømning tilladt på udpegede ruter eller områder. Strande, et udsigtspunkt (Montokuc) og flere bjergtoppe giver besøgende til nationalparken mange muligheder for at engagere sig i naturen. Der er endnu ikke nok overnatningssteder til turister i udkanten af parken (slutningen af 2018).